# 32 County Sovereignty Movement
32 County Sovereignty Movement (ungefär översatt: "de 32 grevskapens suveränitetsrörelse") är en politiskt organisation som är aktiv i Nordirland. Organisationen förespråkar irländsk republikanism och en enad socialistisk irländsk stat. Den har en så kallad "dissidentrepublikansk" inställning, det vill säga den motsätter sig långfredagsavtalet som skrevs 1998. 32 County Sovereignty Movement anses även vara den politiska grenen av Real IRA.